# Comportamento d'acquisto
Il comportamento d'acquisto è l'insieme delle motivazioni che spingono il consumatore all'acquisto di un prodotto e/o servizio offerto da un'impresa.
Esso induce uno o più consumatori ad orientare le loro scelte su un prodotto piuttosto che su un altro o su prodotti succedanei o alternativi ed è fortemente influenzato dalle disponibilità economiche dei consumatori che sono disponibili ad acquistare un certo prodotto in un dato mercato.